# Théâtre d'opéra et de ballet de Voronej
Résidence
Le théâtre national d'opéra et de ballet de Voronej (Воронежский государственный театр оперы и балета) est un théâtre consacré à l'opéra et au ballet situé à Voronej en Russie. Son directeur général est M. Igor Nepomniachtchi, son directeur artistique, M. Alexandre Zykov et le chef d'orchestre principal, M. Youri Anissitchkine.

## Historique
L'histoire du théâtre commence en 1931 quand est fondé le théâtre de comédie musicale à Voronej qui présente des comédies musicales et des opérettes. En 1960, il prend le nom de théâtre musical à l'initiative de Tikhon Khrennikov qui vient en tournée à Voronej en 1958. Le théâtre est reconstruit en 1961. La date du 25 février 1961 est considérée comme celle de la naissance du théâtre d'opéra et de ballet, car l'on y représente Eugène Onéguine et le lendemain Le Lac des cygnes. Anatoli Lioudmiline (1903-1966), artiste du Peuple de la RSFSR, est à la base du répertoire actuel du théâtre dans les années 1960, programmant des œuvres telles que Rigoletto, Aïda, La Traviata, Carmen, Tosca, La Dame de pique, Madame Butterfly, Le Démon et des œuvres contemporaines. Après sa mort, Iaroslav Vochtchak fait monter Mazeppa, Le Trouvère, ou Une femme russe. C'est en 1968, sous sa direction, que le théâtre reçoit son appellation actuelle.
Depuis les années 1990, le chef d'orchestre principal est Youri Anissitchkine et le directeur artistique, Alexandre Zykov. Le théâtre a représenté plus d'une quarantaine d'œuvres inscrites à son répertoire depuis les quarante dernières années. Sa troupe fait des tournées à l'étranger régulièrement.